# Doosvissen
Doosvissen (Aracanidae) zijn een familie van straalvinnige vissen uit de orde kogelvisachtigen (Tetraodontiformes). De naam van dit taxon werd in 1941 gepubliceerd door Alec Fraser-Brunner. De groep is ook wel als onderfamilie Aracaninae van de familie koffervissen (Ostraciidae) opgevat maar werd door Nelson in 1994 weer opgewaardeerd tot de rang van familie. Bij de soorten uit deze familie is de "carapax", het benige, uit vergroeide schubben bestaande pantser, achter de rug- en de aarsvin open, terwijl dat bij de nauw verwante koffervissen ten minste achter de aarsvin gesloten is.
De familie wordt onderverdeeld in 7 geslachten met ongeveer 13 soorten.

## Geslachten en soorten
- † Proaracana Le Danois, 1969
  - † Proaracana dubia (Blainville, 1818); Lutetien van Monte Bolca, Eoceen, Italië

tribus Aracanini
- Aracana Gray, 1838
  - Aracana aurita (Shaw, 1798)
  - Aracana ornata (Gray, 1838)
- Anoplocapros Kaup, 1855
  - = Strophiurichthys Fraser-Brunner, 1935[6]
  - Anoplocapros lenticularis (Richardson, 1841)
  - Anoplocapros inermis (Fraser-Brunner, 1935)
  - Anoplocapros amygdaloides Fraser-Brunner, 1941
- Caprichthys McCulloch & Waite, 1915
  - Caprichthys gymnura McCulloch & Waite, 1915
- Capropygia Kaup, 1855
  - Capropygia unistriata (Kaup, 1855)

tribus Kentrocaprini
- Kentrocapros Kaup, 1855
  - Kentrocapros aculeatus (Houttuyn, 1782)
  - Kentrocapros eco (Phillipps, 1932)
  - Kentrocapros flavofasciatus (Kamohara, 1938)
  - Kentrocapros rosapinto (Smith, 1949)
- Polyplacapros Fujii & Uyeno, 1979
  - Polyplacapros tyleri Fujii & Uyeno, 1979